# Gura Caliței
Gura Calitei là một xã thuộc hạt Vrancea, România. Dân số thời điểm năm 2002 là 3123 người.